# Belgische federale verkiezingen 2003/Kandidatenlijsten/FN
Dit zijn de kandidatenlijsten van het Front National voor de Belgische federale verkiezingen van 2003. De verkozenen staan vetgedrukt.

## Brussel-Halle-Vilvoorde

### Effectieven
1. Christiane Van Nieuwenhoven
2. Audrey Rorive
3. Jean-Pierre Stalpaert
4. Christian Haudegand
5. Marie-Claire Suigne
6. Serge Algoet
7. Ingrid Dugardin
8. Emanuele Licari
9. Leona Weytens
10. Frederik Pasteleurs
11. Anna Rimbaut
12. Georges Duterme
13. Jean-Pierre Paris
14. Georgette Tritz
15. Yvette Mayne
16. Georges Demoulin
17. Elisabeth Campeert
18. Jean-Pierre Eylenbosch
19. Danielle Verstraeten
20. Jean-Pierre Paquet
21. Georgette Pasteleurs
22. Guy Hance

### Opvolgers
1. Emanuele Licari
2. Serge Algoet
3. Anna Rimbaut
4. Georges Demoulin
5. Marie-Claire Suigne
6. Jean-Pierre Paquet
7. Leona Weytens
8. Yvette Mayne
9. Georgette Tritz
10. Jean-Pierre Paris
11. Elisabeth Campeert
12. Guy Hance

## Henegouwen

### Effectieven
1. Daniel Féret
2. Patrick Cocriamont
3. Nicole Poirot
4. Annick Chauvier
5. Jean-Pierre Borbouse
6. Paul Duvinage
7. Marie-Rose Blanchard
8. Daniel Marlier
9. Dominique Delvaux
10. Jean-Pierre Seneca
11. Milena Garnicz-Garnicka
12. Franc Willem
13. Emile Derieux
14. Stéphanie Meunier
15. Georgette Fauchet
16. Jeanine Courtois
17. Patricia Vleugels
18. Sonia Henrioul
19. Olivier Delcourt

### Opvolgers
1. Patrick Cocriamont
2. Georges-Pierre Tonnelier
3. Annick Chauvier
4. Jean-Pierre Seneca
5. Jeanine Courtois
6. Marie-Rose Blanchard
7. Daniel Marlier
8. Stéphanie Meunier
9. Georgette Fauchet
10. Dominique Delvaux

## Luik

### Effectieven
1. Michel Delacroix
2. Daniel Simon
3. Béatrice Beguin
4. André Stree
5. Monique Laborne
6. Stalline Deroye
7. Paulette Malemprez
8. Joseph Frerard
9. Christiane Stefanczyk
10. Jean-Louis Galère
11. Véronique Lunebach
12. Emmanuel Michiels
13. Anne Simon
14. Laurent Poussart
15. Marie-Louise Simon

### Opvolgers
1. Daniel Simon
2. André Stree
3. Monique Laborne
4. Marie-Louise Simon
5. Maurice Grasser
6. Béatrice Beguin
7. Anne Simon
8. Jean-Louis Galère
9. Christiane Stefanczyk

## Luxemburg

### Effectieven
1. Pierre Beneux
2. Dominique Carpent
3. Stéphane Couppez
4. Bernadette Mortier

### Opvolgers
1. Dominique Carpent
2. Noël Mortier
3. Stéphane Couppez
4. Bernadette Mortier
5. Charles Bodart
6. Josée Graux

## Namen

### Effectieven
1. Daniel Canivet
2. Catherine Foucart
3. Robert Bauw
4. Sylvie Lahaut
5. Michel Haulotte
6. Marie-Rose Polet

### Opvolgers
1. Francis Detraux
2. Catherine Foucart
3. Philippe Terwagne
4. Marie-Rose Polet
5. Robert Bauw
6. Sylvie Lahaut

## Waals-Brabant

### Effectieven
1. Daniel Huygens
2. Renée Delaide
3. Olivier Dierick
4. Joanna Van Roosbroeck
5. Jeannine Berger

### Opvolgers
1. Olivier Dierick
2. Renée Delaide
3. Joanna Van Roosbroeck
4. Jeannine Berger
5. Michaël Philippart
6. Michel Dierick

## Senaat

### Effectieven
1. Audrey Rorive
2. Christiane Van Nieuwenhoven
3. Daniel Simon
4. Annick Chauvier
5. Marie-Claire Suigne
6. Daniel Huygens
7. Marie-Rose Blanchard
8. Catherine Foucart
9. Olivier Delcourt
10. Paul Duvinage
11. Yvette Rutjens
12. Emanuele Licari
13. Dominique Delvaux
14. Daniel Canivet
15. Guy Hance

### Opvolgers
1. Francis Detraux
2. Christiane Van Nieuwenhoven
3. Daniel Huygens
4. Annick Chauvier
5. Marie-Claire Suigne
6. Catherine Foucart
7. Dominique Delvaux
8. Daniel Canivet
9. Yvette Rutjens